# Cattedrali in Kazakistan
Questa è una lista delle cattedrali del Kazakistan.

## Cattedrali cattoliche
| Cattedrale                                            | Arcidiocesi o Diocesi                                          | Località   | Dedicazione       | Immagine |
| ----------------------------------------------------- | -------------------------------------------------------------- | ---------- | ----------------- | -------- |
| Cattedrale della Santissima Trinità                   | Almaty                                                         | Almaty     | Trinità           |          |
| Cattedrale della Madre del Perpetuo Soccorso          | Nur-Sultan                                                     | Nur-Sultan | Vergine Maria     |          |
| Cattedrale della Trasfigurazione di nostro Signore    | Atyrau                                                         | Atyrau     | Trasfigurazione   |          |
| Cattedrale di Nostra Signora di Fátima                | Karaganda                                                      | Karaganda  | Madonna di Fátima |          |
| Cattedrale di San Giuseppe                            | Karaganda                                                      | Karaganda  | San Giuseppe      |          |
| Cattedrale della Protezione della Beata Vergine Maria | Amministrazione apostolica del Kazakistan e dell'Asia Centrale | Karaganda  | Vergine Maria     |          |

## Cattedrali ortodosse (Chiesa ortodossa russa)
| Cattedrale                                                 | Arcidiocesi o Diocesi | Località  | Dedicazione            | Immagine |
| ---------------------------------------------------------- | --------------------- | --------- | ---------------------- | -------- |
| Cattedrale della Dormizione della Madre di Dio             | Astana e Almaty       | Astana    | Assunzione             |          |
| Cattedrale dell'Ascensione Voznesenskij sobor              | Astana e Almaty       | Almaty    | Ascensione             |          |
| Cattedrale di Nostra Signora della Presentazione al Tempio | Karaganda e Šahtinsk  | Karaganda | Vergine Maria          |          |
| Cattedrale di San Michele Arcangelo                        | Kökšetau              | Kökšetau  | San Michele Arcangelo  |          |
| Cattedrale di Sant'Andrea                                  | Öskemen               | Öskemen   | Sant'Andrea            |          |
| Cattedrale dell'Annunciazione                              | Pavlodar ed Ekibastūz | Pavlodar  | Annunciazione          |          |
| Cattedrale dei Santi Pietro e Paolo                        | Petropavl e Bulayevo  | Petropavl | San Pietro e San Paolo |          |
| Cattedrale di Sant'Andrea                                  | Qostanaj e Rudnyj     | Qostanaj  | Sant'Andrea            |          |
| Cattedrale di San Nicola                                   | Şımkent ed Taraz      | Şımkent   | San Nicola             |          |
| Cattedrale di San Michele                                  | Oral                  | Uralsk    | San Michele            |          |